# En concert (альбом Милен Фармер)
En concert — первый концертный альбом французской певицы Милен Фармер, выпущенный в 1989 году. Альбом содержит в себе записи живых выступлений с песнями из альбомов Cendres de lune и Ainsi soit je…, а также кавер на песню Мари Лафоре — «Je voudrais tant que tu comprennes».

## Об альбоме
В мае 1989 Милен Фармер начала концертный тур по городам Франции. После окончения турне 20 и 21 октября в Брюсселе был сведён концертный альбом. В оформлении использовались фотографии, сделанные Марианной Розенштиль во время выступлений. Альбом увидел свет 4 декабря 1989 года.
В мае 1990 года вышла видеозапись концерта. Режиссёром стал Лоран Бутонна, который дополнил фрагменты выступления художественными кадрами, снятыми отдельно. Монтаж занял около года и подвергался критике из-за того, что некоторые эпизоды были пересняты без публики.
В поддержку альбома вышло два сингла на песни «Allan» и «Plus grandir». На пластинку также попала песня «À quoi je sers...», которая до этого исполнялась только на концертах, но не входила в состав альбомов, а также кавер-версия композиции Мари Лафоре «Je voudrais tant que tu comprennes», и кавер-версия композиции (Жюльет Греко) «Déshabillez-moi».

## Трек-лист

### CD/Винил
CD 1/Сторона «А»
1. «Prologue» (5:50)
2. «L’Horloge» (4:47)
3. «Plus grandir» (4:50)
4. «Sans logique» (5:06)
5. «Maman a tort» (6:20)
6. «Déshabillez-moi» (3:56)
7. «Puisque…» (8:15)
8. «Pourvu qu'elles soient douces» (8:58)
9. «Allan» (6:50)

CD 2/Сторона «Б»
1. «À quoi je sers…» (5:05)
2. «Sans contrefaçon» (6:10)
3. «Jardin de Vienne» (6:00)
4. «Tristana» (8:12)
5. «Ainsi soit je…» (7:49)
6. «Libertine» (12:07)
7. «Mouvements de Lune» (Part 1) (4:09)
8. «Je voudrais tant que tu comprennes» (4:03)
9. «Mouvements de Lune» (Part 2) (5:11)

### VHS
1. «Prologue» (6:00)
2. «L’Horloge» (4:30)
3. «Sans logique» (5:00)
4. «Maman a tort» (6:00)
5. «Déshabillez-moi» (3:45)
6. «Puisque…» (5:00)
7. «Pourvu qu'elles soient douces» (8:00)
8. «À quoi je sers…» (5:00)
9. «Sans contrefaçon» (6:00)
10. «Jardin de Vienne» (5:30)
11. «Tristana» (8:00)
12. «Ainsi soit je…» (7:40)
13. «Libertine» (12:00)
14. «Je voudrais tant que tu comprennes» (4:00)
15. «Mouvements de Lune» (5:00)

Выступления с песнями «Plus grandir» и «Allan» не были включены в видео-издание (позже они были включены в сборник видеоклипов Les Clips Vol. III)